# José Vieira Brandão
José Vieira Brandão (Cambuquira, 26 de setembro de 1911 - Rio de Janeiro, 27 de julho de 2002) foi um compositor, pianista, regente coral e professor brasileiro.
Destacou-se como intérprete da obra pianística de Villa-Lobos e por sua obra coral.

Compôs também para piano,

canto e piano,
violão,
e instrumentos de corda e de sopro. Seu acervo de aproximadamente 300 obras se encontra depositado, junto com as obras de Villa-Lobos, na Biblioteca Vieira Brandão do Museu Villa-Lobos, no Rio de Janeiro. Fundou a cadeira de número 36 da Academia Brasileira de Música. 

## Biografia
Filho de Thomé Dias dos Santos Brandão e Maria Luiza Ottoni Vieira Brandão, aos 7 anos de idade transferiu-se para o Rio de Janeiro para morar com os tios Adolfo e Luiza, com o objetivo de receber uma boa formação acadêmica, que incluiu também aulas particulares de piano. Desenvolveu rapidamente uma boa técnica pianística, e ingressou em 1924 no Instituto Nacional de Música (INM) da Universidade do Brasil (hoje Escola de Música da Universidade Federal do Rio de Janeiro). Em 29 de outubro de 1925 apresentou ao piano a peça Reproche de Haberbier e o Hymno Nacional de Francisco Manoel no Salão Nobre do INM, em um Festival em benefício do orfanatos do Rio Negro. Nesse mesmo ano apresentou um Concerto na Rádio Sociedade do Rio de Janeiro (atual Rádio MEC). Em 1926 compôs sua primeira obra, um Minueto para Piano.